# Кристоф фон Баден-Дурлах (1684–1723)
Кристоф фон Баден-Дурлах (на немски: Christoph von Baden-Durlach; * 9 октомври 1684, замъка Карлсбург, Дурлах; † 2 май 1723, Карлсруе) е принц и (титулар-)маркграф на Баден-Дурлах.

## Произход
Той е малкият син на маркграф Фридрих VII фон Дурлах (1647 – 1709) и съпругата му принцеса Августа Мария фон Шлезвиг-Холщайн-Готорп (1649 – 1728), дъщеря на херцог Фридрих III фон Холщайн-Готорп. По-големият му брат Карл III Вилхелм (1679 – 1738) е от 1709 г. управляващ маркграф на Баден-Дурлах.

## Фамилия
Кристоф се жени на 4 декември 1711 г. в Хайдесхайм за графиня Мария Кристина Фелицитас фон Лайнинген-Дагсбург (* 29 декември 1692, Бройч на Рур; † 3 юни 1734, Айзенах), дъщеря на граф Йохан Карл Август фон Лайнинген-Дагсбург (1662 – 1698) и графиня Йохана Магдалена фон Ханау (1660 – 1715). Те имат децата:
- Карл Август (1712 – 1786), женен (морганатичен брак) за Юлиана Шмид (1753 – 1815)
- Карл Вилхелм Ойген (1713 – 1783), военен
- Кристоф (1717 – 1789), от 1770 императорски генерал-фелдмаршал, женен I. за фон Уекскюл, II. на 28 септември 1779 г. в Карлсруе (морганатичен брак) за Катарина Хьолишер, Фрау фон Фрайдорф (1745 – 1811)

Вдовицата му Мария Кристина Фелицитас се омъжва втори път на 29 май 1727 г. за херцог Йохан Вилхелм фон Саксония-Айзенах (1666 – 1729).